# Gurun (Sungai Tarab)
Gurun is een bestuurslaag in het regentschap Tanah Datar van de provincie West-Sumatra, Indonesië. Gurun telt 4087 inwoners (volkstelling 2010).